# Celebrity Splash
Celebrity Splash fue un concurso de televisión argentino emitido en la cadena Telefe desde el 11 de junio de 2013 hasta el 2 de septiembre de 2013. Era un formato producido por Eyeworks-Cuatro Cabezas en el que varios famosos del país se enfrentaban a los riesgos que ocasiona el deporte en un entorno acuático. Cabe destacar además que dicho programa es la adaptación argentina del exitoso formato holandés Sterren Springen.

## Historia
En enero de 2013 se dio a conocer que la cadena Telefe adaptaría el formato Holandés en Argentina tras su adquisición del formato a finales de 2012. Un mes después, se hizo efectiva la puesta en marcha del proyecto y se nombró a Marley para conducir este nuevo programa. Las grabaciones de este reality se llevarán a cabo en el Natatorio Olímpico Alberto Zorrilla de la ciudad de Mar del Plata y empezará a rodarse a finales de mayo. La primera temporada constará de doce entregas, ya que en cada una saltarán seis famosos.

## Mecánica
Celebrity Splash propone a los famosos el reto de realizar el mejor salto a una piscina desde un trampolín. Los famosos participantes cuentan con un instructor profesional, y varias semanas de duros entrenamientos para aprender a realizar saltos ornamentales a una piscina desde una plataforma de altura.
Cada semana, siete famosos se tirarán a la piscina desde el trampolín. Ellos decidirán si lo hacen desde los 3, 5, 7’5 o los 10 metros. Tanto el jurado como el público presente en el plató calificarán y votarán el trabajo de cada uno de ellos. Los cuatro mejores pasarán a la siguiente ronda.
De su habilidad, su capacidad para afrontar nuevos retos, su coraje para superar diferentes alturas de trampolín y su actitud frente a la grada dependerá su puntuación, su honor y, finalmente, el éxito del ganador.
El trabajo de los famosos será doble: convertirse en verdaderos acróbatas del trampolín y sorprender a público y jurado para alzarse con la máxima puntuación y convertirse así en ganadores.
Además, alguno incluso tendrá que vencer su miedo a las alturas, su pavor al agua o simplemente enfrentarse a un reto nunca antes emprendido.

## Primera temporada (2013)

### Jurado
| Juez                      | Edad | Profesión                          |
| ------------------------- | ---- | ---------------------------------- |
| Maximiliano Guerra        | 46   | Bailarín                           |
| Carolina Pampita Ardohain | 35   | Modelo y actriz                    |
| Mariana Montes            | 29   | Instructora de saltos ornamentales |
| Miguel Ángel Rodríguez    | 52   | Actor y humorista                  |

### Participantes
| Posición | Nombre | Nombre                                                            | Edad | Estado                            | Estado anterior                   |
| -------- | ------ | ----------------------------------------------------------------- | ---- | --------------------------------- | --------------------------------- |
| 1.º      |        | Nazareno Móttola Actor y humorista                                | 31   | Ganador de Celebrity Splash       |                                   |
| 2.º      |        | Ximena Capristo Vedette y actriz                                  | 36   | Subcampeona de Celebrity Splash   |                                   |
| 3.º      |        | Martín Buzzo Actor e integrante de Fuerzabruta                    | 36   | 3º Finalista de Celebrity Splash  |                                   |
| 4.º      |        | Sergio Goycochea Exfutbolista, exmodelo y conductor de televisión | 49   | 4º Finalista de Celebrity Splash  |                                   |
| 5.º      |        | Noelia Marzol Actriz y bailarina                                  | 26   | 5º Finalista de Celebrity Splash  |                                   |
| 6.º      |        | Silvio Velo Futbolista no vidente                                 | 41   | 6º Finalista de Celebrity Splash  |                                   |
| 7.º      |        | Pichu Straneo Actor, humorista e imitador                         | 45   | 7º Finalista de Celebrity Splash  |                                   |
| 8.º      |        | Virginia da Cunha Actriz y Cantante                               | 31   | 21ª Eliminada de Celebrity Splash |                                   |
| 9.º      |        | Leandro Penna Modelo                                              | 27   | 20º Eliminado de Celebrity Splash | 16º Eliminado de Celebrity Splash |
| 10.º     |        | Andrea Ghidone Vedette                                            | 35   | 19ª Eliminada de Celebrity Splash | 18ª Eliminada de Celebrity Splash |
| 11.º     |        | Daniel "La Tota" Santillán Conductor de televisión                | 46   | 17º Eliminado de Celebrity Splash |                                   |
| 12.º     |        | Ezequiel "El Polaco" Cwirkaluk Cantante                           | 26   | 15º Eliminado de Celebrity Splash | 3º Eliminado de Celebrity Splash  |
| 13.º     |        | Ariel Ortega Exfutbolista                                         | 39   | 14º Eliminado de Celebrity Splash |                                   |
| 14.º     |        | Carolina Duer Boxeadora                                           | 31   | 13ª Eliminada de Celebrity Splash |                                   |
| 15.º     |        | Georgina Barbarossa Actriz y conductora de televisión             | 58   | 12ª Eliminada de Celebrity Splash |                                   |
| 16.º     |        | Gladys Florimonte Actriz y humorista                              | 54   | 11ª Eliminada de Celebrity Splash | 8ª Eliminada de Celebrity Splash  |
| 17.º     |        | Federico Amador Actor                                             | 37   | 10º Eliminado de Celebrity Splash |                                   |
| 18.º     |        | Claudia Albertario Modelo, actriz y vedette                       | 36   | 9ª Eliminada de Celebrity Splash  |                                   |
| 19.º     |        | Silvina Luna Modelo, actriz y vedette                             | 32   | 7ª Eliminada de Celebrity Splash  |                                   |
| 20.º     |        | Belén Francese Modelo y actriz                                    | 32   | 6ª Eliminada de Celebrity Splash  |                                   |
| 21.º     |        | Micaela Breque Modelo                                             | 25   | 5ª Eliminada de Celebrity Splash  |                                   |
| 22.º     |        | Gastón Soffritti Actor                                            | 21   | 4º Eliminado de Celebrity Splash  |                                   |
| 23.º     |        | Silvia Pérez Actriz, ex vedette y exmodelo                        | 57   | 2ª Eliminada de Celebrity Splash  |                                   |
| 24.º     |        | Pía Slapka Modelo                                                 | 25   | 1ª Eliminada de Celebrity Splash  |                                   |

### Estadísticas semanales
|          | Gala 1    | Gala 2    | Gala 3    | Gala 4    | Octavos de final 1 | Octavos de final 2 | Octavos de final 3 | Cuartos de final 1 | Cuartos de final 2 | Semifinal 1 | Semifinal 2 | Final        |
| -------- | --------- | --------- | --------- | --------- | ------------------ | ------------------ | ------------------ | ------------------ | ------------------ | ----------- | ----------- | ------------ |
| Nazareno |           | Salvado   |           |           |                    |                    | Salvado            |                    | Salvado            |             | Finalista   | Ganador      |
| Ximena   | Salvada   |           |           |           | Salvada            |                    |                    |                    | Salvada            |             | Finalista   | 2ª Finalista |
| Martín   |           |           |           | Salvado   |                    | Salvado            |                    |                    | Salvado            | Finalista   |             | 3º Finalista |
| Sergio   |           |           | Salvado   |           |                    |                    | Salvado            |                    | Salvado            | Finalista   |             | 4º Finalista |
| Noelia   |           |           | Salvada   |           |                    | Salvada            |                    | Salvada            |                    | Finalista   |             | 5ª Finalista |
| Silvio   |           |           | Salvado   |           | Salvado            |                    |                    | Salvado            |                    |             | Finalista   | 6º Finalista |
| Pichu    | Salvado   |           |           |           | Salvado            |                    |                    | Salvado            |                    | Finalista   |             | 7º Finalista |
| Virginia |           | Salvada   |           |           |                    |                    | Salvada            | Salvada            |                    |             | Eliminada   |              |
| Leandro  | Salvado   |           |           |           | Salvado            |                    |                    | Eliminado          |                    |             | Eliminado   |              |
| Andrea   |           | Salvada   |           |           |                    |                    | Salvada            |                    | Eliminada          | Eliminada   |             |              |
| Daniel   |           |           |           | Salvado   |                    | Salvado            |                    |                    | Eliminado          |             |             |              |
| Ezequiel |           | Eliminado |           |           |                    | Salvado            |                    | Eliminado          |                    |             |             |              |
| Ariel    |           |           |           | Salvado   |                    |                    | Eliminado          |                    |                    |             |             |              |
| Carolina |           |           |           | Salvada   |                    |                    | Eliminada          |                    |                    |             |             |              |
| Georgina |           | Salvada   |           |           |                    | Eliminada          |                    |                    |                    |             |             |              |
| Gladys   |           |           |           | Eliminada |                    | Eliminada          |                    |                    |                    |             |             |              |
| Federico | Salvado   |           |           |           | Eliminado          |                    |                    |                    |                    |             |             |              |
| Claudia  |           |           | Salvada   |           | Eliminada          |                    |                    |                    |                    |             |             |              |
| Silvina  |           |           |           | Eliminada |                    |                    |                    |                    |                    |             |             |              |
| Belén    |           |           | Eliminada |           |                    |                    |                    |                    |                    |             |             |              |
| Micaela  |           |           | Eliminada |           |                    |                    |                    |                    |                    |             |             |              |
| Gastón   |           | Eliminado |           |           |                    |                    |                    |                    |                    |             |             |              |
| Silvia   | Eliminada |           |           |           |                    |                    |                    |                    |                    |             |             |              |
| Pía      | Eliminada |           |           |           |                    |                    |                    |                    |                    |             |             |              |

     Salvado directamente en la primera ronda tras la votación de jurado y público, no tiene que volver a saltar (Galas 1-4, Octavos, Cuartos, Semifinal).
     Tiene que volver a saltar y fue salvado por el jurado en la segunda ronda (Galas 1-4, Cuartos, Semifinal).
     Tiene que volver a saltar y fue salvado por el público en la segunda ronda (Galas 1-4, Cuartos, Semifinal).
     Salvado directamente tras la votación de jurado (Octavos).
     Salvado por el público (Octavos).
     Tiene que volver a saltar y fue eliminado en la segunda ronda tras la votación de jurado y público.
     El concursante quedó entre la cuarta y la séptima posición.
     El concursante quedó tercero.
     El concursante quedó segundo.
     El concursante fue ganador.

## Galas

### Gala 1 (11 de junio de 2013)
| Orden | Famoso          | Puntuación Jueces | Puntuación Jueces | Puntuación Jueces | Puntuación Jueces | Media Jurado | Público | Media Total | Salto                        | Salto  | Resultado |
| Orden | Famoso          | Maximiliano       | Carolina          | Mariana           | Miguel Ángel      | Media Jurado | Público | Media Total | Tipo                         | Altura | Resultado |
| ----- | --------------- | ----------------- | ----------------- | ----------------- | ----------------- | ------------ | ------- | ----------- | ---------------------------- | ------ | --------- |
| 1     | Ximena Capristo | 7                 | 8                 | 7.5               | 8                 | 7.5          | 9       | 8.3         | Vuelta y media al mundo      | 5m     | 2º        |
| 2     | Leandro Penna   | 7                 | 7                 | 7.5               | 7                 | 7.12         | 5       | 6           | Mortal hacia atrás           | 7.5m   | 4º        |
| 3     | Silvia Pérez    | 6                 | 8                 | 6                 | 7                 | 6.8          | 7       | 6.9         | De cabeza                    | 3m     | 5º        |
| 4     | Pichu Straneo   | 5                 | 6                 | 6.5               | 10                | 6.8          | 10      | 8.4         | Paloma                       | 5m     | 1º        |
| 5     | Federico Amador | 8                 | 8                 | 6                 | 8                 | 7.5          | 8       | 7.8         | Mortal y medio en posición C | 5m     | 3º        |
| 6     | Pía Slapka      | 7                 | 7                 | 6                 | 8                 | 7            | 6       | 6.5         | Palito                       | 5m     | 6º        |

- Votos de salvación del jurado en la segunda ronda:
  - Leandro Penna
- Porcentajes de salvación del público en la segunda ronda:
  - 68%: Federico Amador
  - 16%: Silvia Pérez
  - 16%: Pía Slapka

### Gala 2 (18 de junio de 2013)
| Orden | Famoso                       | Puntuación Jueces | Puntuación Jueces | Puntuación Jueces | Puntuación Jueces | Media Jurado | Público | Media Total | Salto                   | Salto  | Resultado |
| Orden | Famoso                       | Maximiliano       | Carolina          | Mariana           | Miguel Ángel      | Media Jurado | Público | Media Total | Tipo                    | Altura | Resultado |
| ----- | ---------------------------- | ----------------- | ----------------- | ----------------- | ----------------- | ------------ | ------- | ----------- | ----------------------- | ------ | --------- |
| 1     | Gastón Soffriti              | 5                 | 9                 | 7                 | 9                 | 7.5          | 6       | 7.2         | Simple en posición C    | 3m     | 5º        |
| 2     | Andrea Ghidone               | 4.5               | 9                 | 6                 | 9                 | 7            | 5       | 6           | Simple en posición V    | 5m     | 4º        |
| 3     | Nazareno Móttola             | 5.5               | 10                | 8                 | 10                | 8.5          | 10      | 9.3         | Mortal y medio adelante | 7.5m   | 1º        |
| 4     | Ezequiel El Polaco Cwirkaluk | 3                 | 8                 | 5                 | 9                 | 6.3          | 7       | 6.7         | Cabeza al frente        | 5m     | 6º        |
| 5     | Virginia Da Cunha            | 4.5               | 8                 | 6                 | 9                 | 6.8          | 8       | 7.4         | Mortal hacia atrás      | 5m     | 3º        |
| 6     | Georgina Barbarossa          | 6                 | 8                 | 7.5               | 9                 | 7.8          | 9       | 8.4         | De cabeza               | 3m     | 2º        |

- Votos de salvación del jurado en la segunda ronda:
  - Virginia Da Cunha
- Porcentajes de salvación del público en la segunda ronda:
  - 45%: Andrea Ghidone
  - 42%: Gastón Soffriti
  - 13%: Ezequiel El Polaco Cwirkaluk

### Gala 3 (25 de junio de 2013)
| Orden | Famoso             | Puntuación Jueces | Puntuación Jueces | Puntuación Jueces | Puntuación Jueces | Media Jurado | Público | Media Total | Salto                         | Salto  | Resultado |
| Orden | Famoso             | Maximiliano       | Carolina          | Mariana           | Miguel Ángel      | Media Jurado | Público | Media Total | Tipo                          | Altura | Resultado |
| ----- | ------------------ | ----------------- | ----------------- | ----------------- | ----------------- | ------------ | ------- | ----------- | ----------------------------- | ------ | --------- |
| 1     | Sergio Goycochea   | 5                 | 9                 | 6                 | 7                 | 6.8          | 8       | 7.4         | Mortal hacia atrás en plancha | 5m     | 3º        |
| 2     | Micaela Breque     | 4                 | 6                 | 4.5               | 9                 | 5.8          | 6       | 5.9         | Palito en carpa               | 3m     | 5º        |
| 3     | Noelia Marzol      | 7                 | 10                | 7                 | 10                | 8.5          | 10      | 9.3         | Mortal hacia atrás            | 7.5m   | 1º        |
| 4     | Silvio Velo        | 9                 | 9                 | 10                | 10                | 9.5          | 9       | 9.3         | De cabeza                     | 3m     | 2º        |
| 5     | Claudia Albertario | 5                 | 7                 | 6                 | 9                 | 6.8          | 6       | 6.6         | Mortal hacia atrás en plancha | 3m     | 4º        |
| 6     | Belén Francese     | 2                 | 5                 | 3                 | 7                 | 4.3          | 6       | 5.2         | Palito (con ayuda)            | 3m     | 6º        |

- Votos de salvación del jurado en la segunda ronda:
  - Sergio Goycochea
- Porcentajes de salvación del público en la segunda ronda:
  - 64%: Claudia Albertario
  - 22%: Belén Francese
  - 14%: Micaela Breque

### Gala 4 (2 de julio de 2013)
| Orden | Famoso                   | Puntuación Jueces | Puntuación Jueces | Puntuación Jueces | Puntuación Jueces | Media Jurado | Público | Media Total | Salto                         | Salto  | Resultado |
| Orden | Famoso                   | Maximiliano       | Carolina          | Mariana           | Miguel Ángel      | Media Jurado | Público | Media Total | Tipo                          | Altura | Resultado |
| ----- | ------------------------ | ----------------- | ----------------- | ----------------- | ----------------- | ------------ | ------- | ----------- | ----------------------------- | ------ | --------- |
| 1     | Daniel La Tota Santillán | 6                 | 8                 | 6                 | 9                 | 8.3          | 5       | 6.7         | Palito                        | 5m     | 4º        |
| 2     | Martín Buzzo             | 5.5               | 9                 | 7                 | 10                | 10           | 10      | 9           | Mortal y medio en C y adentro | 7.5m   | 1º        |
| 3     | Silvina Luna             | 4                 | 7                 | 5                 | 9                 | 6.3          | 5       | 5.7         | Palito en carpa               | 3m     | 6º        |
| 4     | Carolina Duer            | 3.5               | 7                 | 5                 | 8                 | 6            | 7       | 6.5         | Mortal atrás en A             | 3m     | 3º        |
| 5     | Gladys Florimonte        | 3                 | 6                 | 5                 | 10                | 6            | 8       | 7           | Palito                        | 3m     | 5º        |
| 6     | Ariel Ortega             | 7                 | 9                 | 5                 | 9                 | 7.5          | 9       | 8.3         | Cabeza Bolita                 | 5m     | 2º        |

- Votos de salvación del jurado en la segunda ronda:
  - Carolina Duer
- Porcentajes de salvación del público en la segunda ronda:
  - 38%: Daniel La Tota Santillán
  - 32%: Gladys Florimonte
  - 30%: Silvina Luna

### Gala 5 (octavos de final 1) (9 de julio de 2013)
| Orden | Pareja            | Puntuación Jueces | Puntuación Jueces | Puntuación Jueces | Puntuación Jueces | Media Jurado | Público | Media Total | Salto                               | Salto  | Resultado |
| Orden | Pareja            | Maximiliano       | Carolina          | Mariana           | Miguel Ángel      | Media Jurado | Público | Media Total | Tipo                                | Altura | Resultado |
| ----- | ----------------- | ----------------- | ----------------- | ----------------- | ----------------- | ------------ | ------- | ----------- | ----------------------------------- | ------ | --------- |
| 1     | Ximena y Federico | 7                 | 10                | 8                 | 9                 | 8.5          | 8       | 8.3         | Carpa adentro                       | 7.5m   | 2º        |
| 2     | Leandro y Pichu   | 5                 | 8                 | 6                 | 9                 | 7            | 10      | 8.5         | Carpa adentro y al frente           | 5m     | 1º        |
| 3     | Claudia y Silvio  | 10                | 10                | 8                 | 10                | 9.5          | 6       | 7.8         | Vertical con medio mortal al frente | 3m     | 3º        |

| Orden | Famoso             | Salto                           | Salto  | Resultado |
| Orden | Famoso             | Tipo                            | Altura | Resultado |
| ----- | ------------------ | ------------------------------- | ------ | --------- |
| 1     | Ximena Capristo    | Vertical en V y mortal adelante | 7.5m   | 1º        |
| 2     | Federico Amador    | Carpa adentro                   | 7.5m   | 3º        |
| 3     | Claudia Albertario | Mortal hacia atrás en plancha   | 5m     | 4º        |
| 4     | Silvio Velo        | Vertical con mortal al frente   | 5m     | 2º        |

- Votos de salvación del jurado en la segunda ronda:
  - Ximena Capristo
- Porcentajes de salvación del público en la segunda ronda:
  -  46%: Silvio Velo
  -  39%: Federico Amador
  -  15%: Claudia Albertario

### Gala 6 (octavos de final 2) (16 de julio de 2013)
| Orden | Pareja            | Puntuación Jueces | Puntuación Jueces | Puntuación Jueces | Puntuación Jueces | Media Jurado | Público | Media Total | Salto                             | Salto       | Resultado |
| Orden | Pareja            | Maximiliano       | Carolina          | Mariana           | Miguel Ángel      | Media Jurado | Público | Media Total | Tipo                              | Altura      | Resultado |
| ----- | ----------------- | ----------------- | ----------------- | ----------------- | ----------------- | ------------ | ------- | ----------- | --------------------------------- | ----------- | --------- |
| 1     | Tota y Polaco     | 4                 | 8                 | 5.5               | 9                 | 6.8          | 6       | 6.4         | Palito                            | 7.5m        | 3º        |
| 2     | Noelia y Martín   | 7                 | 9                 | 6.5               | 10                | 8            | 8       | 8           | Vertical con medio mortal inverso | 10m         | 1º        |
| 3     | Georgina y Gladys | 2                 | 6                 | 5                 | 9                 | 5.5          | 10      | 7.8         | Cabeza Palito                     | 3m Tram. 3m | 2º        |

| Orden | Famoso                       | Salto              | Salto    | Resultado |
| Orden | Famoso                       | Tipo               | Altura   | Resultado |
| ----- | ---------------------------- | ------------------ | -------- | --------- |
| 1     | Daniel La Tota Santillán     | Palito             | 7.5m     | 2º        |
| 2     | Ezequiel El Polaco Cwirkaluk | De cabeza viborita | 5m       | 1º        |
| 3     | Georgina Barbarossa          | Cabeza             | 3m Tram. | 3º        |
| 4     | Gladys Florimonte            | Palito             | 3m       | 4º        |

- Votos de salvación del jurado en la segunda ronda:
  - Ezequiel El Polaco Cwirkaluk
- Porcentajes de salvación del público en la segunda ronda:
  -  51%: Daniel La Tota Santillán
  -  30%: Georgina Barbarossa
  -  19%: Gladys Florimonte

### Gala 7 (octavos de final 3) (23 de julio de 2013)
| Orden | Pareja              | Puntuación Jueces | Puntuación Jueces | Puntuación Jueces | Puntuación Jueces | Media Jurado | Público | Media Total | Salto                                   | Salto       | Resultado |
| Orden | Pareja              | Maximiliano       | Carolina          | Mariana           | Miguel Ángel      | Media Jurado | Público | Media Total | Tipo                                    | Altura      | Resultado |
| ----- | ------------------- | ----------------- | ----------------- | ----------------- | ----------------- | ------------ | ------- | ----------- | --------------------------------------- | ----------- | --------- |
| 1     | Andrea y Carolina   | 3                 | 5                 | 5                 | 9                 | 5.5          | 6       | 5.8         | Mortal y medio adelante Mortal adelante | 3m Tram. 3m | 3º        |
| 2     | Nazareno y Virginia | 6                 | 8                 | 6                 | 9                 | 7.3          | 10      | 8.7         | Mortal inverso                          | 7.5m        | 1º        |
| 3     | Goyco y Ortega      | 6                 | 8                 | 5.5               | 9                 | 7.3          | 8       | 7.7         | Mortal atrás                            | 5m          | 2º        |

| Orden | Famoso           | Salto         | Salto  | Resultado |
| Orden | Famoso           | Tipo          | Altura | Resultado |
| ----- | ---------------- | ------------- | ------ | --------- |
| 1     | Andrea Ghidone   |               | 5m     | 1º        |
| 2     | Carolina Duer    |               | 5m     | 4º        |
| 3     | Sergio Goycochea | Bolita cabeza | 5m     | 2º        |
| 4     | Ariel Ortega     |               | 5m     | 3º        |

- Votos de salvación del jurado en la segunda ronda:
  - Andrea Ghidone
- Porcentajes de salvación del público en la segunda ronda:
  -  51%: Sergio Goycochea
  -  32%: Ariel Ortega
  -  17%: Carolina Duer

### Gala 8 (cuartos de final 1) (30 de julio de 2013)
| Orden | Famoso                       | Puntuación Jueces | Puntuación Jueces | Puntuación Jueces | Puntuación Jueces | Media Jurado | Público | Media Total | Salto                           | Salto  | Resultado |
| Orden | Famoso                       | Maximiliano       | Carolina          | Mariana           | Miguel Ángel      | Media Jurado | Público | Media Total | Tipo                            | Altura | Resultado |
| ----- | ---------------------------- | ----------------- | ----------------- | ----------------- | ----------------- | ------------ | ------- | ----------- | ------------------------------- | ------ | --------- |
| 1     | Leandro Penna                | 3                 | 7                 | 5                 | 8                 | 5.8          | 5       | 5.4         | Simple al frente                | 7.5m   | 6º        |
| 2     | Pichu Straneo                | 3                 | 6                 | 4                 | 10                | 5.8          | 10      | 7.9         | Salto de fantasía: El koala     | 5m     | 1º        |
| 3     | Noelia Marzol                | 5                 | 8                 | 5                 | 9                 | 6.8          | 8       | 7.4         | Carpa adentro                   | 7.5m   | 3º        |
| 4     | Ezequiel El Polaco Cwirkaluk | 3                 | 6                 | 4                 | 9                 | 5.5          | 6       | 5.8         | Salto de fantasía: La peligrosa | 5m     | 5º        |
| 5     | Virginia Da Cunha            | 2                 | 9                 | 4.5               | 9                 | 6.3          | 7       | 6.7         | Vertical con mortal al frente   | 7.5m   | 4º        |
| 6     | Silvio Velo                  | 6                 | 7                 | 5                 | 9                 | 6.8          | 9       | 7.9         | El murciélago                   | 5m     | 2º        |

- Votos de salvación del jurado en la segunda ronda:
  - Noelia Marzol
- Porcentajes de salvación del público en la segunda ronda:
  -  58%: Virginia Da Cunha
  -  29%: Leandro Penna
  -  13%: Ezequiel El Polaco Cwirkaluk

### Gala 9 (cuartos de final 2) (12 de agosto de 2013)
| Orden | Famoso                   | Puntuación Jueces | Puntuación Jueces | Puntuación Jueces | Puntuación Jueces | Media Jurado | Público | Media Total | Salto                                | Salto  | Resultado |
| Orden | Famoso                   | Maximiliano       | Carolina          | Mariana           | Miguel Ángel      | Media Jurado | Público | Media Total | Tipo                                 | Altura | Resultado |
| ----- | ------------------------ | ----------------- | ----------------- | ----------------- | ----------------- | ------------ | ------- | ----------- | ------------------------------------ | ------ | --------- |
| 1     | Sergio Goycochea         | 4                 | 7                 | 4                 | 9                 | 6            | 7       | 6.5         | Salto de fantasía: El avioncito      | 5m     | 4º        |
| 2     | Andrea Ghidone           | 3                 | 7                 | 4                 | 10                | 6            | 5       | 5.5         | Salto de fantasía: Sandwiche de lomo | 5m     | 6º        |
| 3     | Nazareno Móttola         | 7                 | 10                | 8                 | 10                | 8.8          | 10      | 9.4         | Mortal y medio atrás más medio giro  | 7.5m   | 1º        |
| 4     | Daniel La Tota Santillán | 5                 | 8                 | 5.5               | 8.5               | 6.5          | 6       | 6.3         | Salto de fantasía: el jeque árabe    | 5m     | 5º        |
| 5     | Martín Buzzo             | 7                 | 10                | 8.5               | 9.5               | 8.8          | 9       | 8.9         | Uno y medio adentro en V             | 10m    | 2º        |
| 6     | Ximena Capristo          | 7                 | 10                | 8                 | 10                | 8.8          | 8       | 8.4         | Mortal y medio al frente             | 7.5m   | 3º        |

- Votos de salvación del jurado en la segunda ronda:
  - Ximena Capristo
- Porcentajes de salvación del público en la segunda ronda:
  - 69%: Sergio Goycochea
  - 17%: Daniel La Tota Santillán
  - 14%: Andrea Ghidone

### Gala 10 (semifinal 1) (19 de agosto de 2013)
| Orden | Famoso           | Puntuación Jueces | Puntuación Jueces | Puntuación Jueces | Puntuación Jueces | Media Jurado | Público | Media Total | Salto                                  | Salto  | Resultado |
| Orden | Famoso           | Maximiliano       | Carolina          | Mariana           | Miguel Ángel      | Media Jurado | Público | Media Total | Tipo                                   | Altura | Resultado |
| ----- | ---------------- | ----------------- | ----------------- | ----------------- | ----------------- | ------------ | ------- | ----------- | -------------------------------------- | ------ | --------- |
| 1     | Noelia Marzol    | 5                 | 7                 | 6                 | 8                 | 6.5          | 7       | 6.8         | Vertical con mortal                    | 7.5m   | 4º        |
| 2     | Sergio Goycochea | 5                 | 8                 | 7                 | 9                 | 7.3          | 8       | 7.7         | Mortal atrás en cruz                   | 10m    | 3º        |
| 3     | Andrea Ghidone   | 5                 | 7                 | 6                 | 9                 | 6.8          | 6       | 6.4         | Mortal y medio al frente en posición V | 7.5m   | 5º        |
| 4     | Martín Buzzo     | 6                 | 9                 | 7.5               | 10                | 8.1          | 9       | 8.6         | Mortal inverso al vuelo en C           | 10m    | 1º        |
| 5     | Pichu Straneo    | 3                 | 7                 | 5                 | 9                 | 6            | 10      | 8           | La uruguayita                          | 7.5m   | 2º        |

- Votos de salvación del jurado en la segunda ronda:
  - Sergio Goycochea
  - Noelia Marzol
- Porcentajes de salvación del público en la segunda ronda:
  - 68%: Pichu Straneo
  - 32%: Andrea Ghidone

### Gala 11 (semifinal 2) (26 de agosto de 2013)
| Orden | Famoso            | Puntuación Jueces | Puntuación Jueces | Puntuación Jueces | Puntuación Jueces | Media Jurado | Público | Media Total | Salto                                    | Salto  | Resultado |
| Orden | Famoso            | Maximiliano       | Carolina          | Mariana           | Miguel Ángel      | Media Jurado | Público | Media Total | Tipo                                     | Altura | Resultado |
| ----- | ----------------- | ----------------- | ----------------- | ----------------- | ----------------- | ------------ | ------- | ----------- | ---------------------------------------- | ------ | --------- |
| 1     | Ximena Capristo   | 6                 | 10                | 8                 | 9.5               | 8.4          | 8       | 8.2         | Mortal y medio adentro                   | 7.5m   | 3º        |
| 2     | Leandro Penna     | 4                 | 7                 | 5                 | 8                 | 6            | 7       | 6.5         | Mortal atrás dejándose caer              | 7.5m   | 4º        |
| 3     | Silvio Velo       | 6                 | 9                 | 7                 | 10                | 8            | 9       | 8.5         | Vertical con mortal                      | 7.5    | 2º        |
| 4     | Virginia Da Cunha | 5                 | 7                 | 7.5               | 9                 | 7.1          | 6       | 6.5         | Mortal y medio con medio giro            | 3m     | 5º        |
| 5     | Nazareno Mottola  | 8                 | 10                | 8.5               | 10                | 9.1          | 10      | 9.6         | Doble mortal con doble giro sobre su eje | 7.5m   | 1º        |

- Votos de salvación del jurado en la segunda ronda:
  - Ximena Capristo
- Porcentajes de salvación del público en la segunda ronda:
  - 59%: Silvio Velo
  - 28%: Virginia Da Cunha
  - 14%: Leandro Penna

### Gala 12 (final) (2 de septiembre de 2013)
| Orden | Pareja           | Puntuación Jueces | Puntuación Jueces | Puntuación Jueces | Puntuación Jueces | Media | Salto                                        | Salto  | Resultado |
| Orden | Pareja           | Maximiliano       | Carolina          | Mariana           | Miguel Ángel      | Media | Tipo                                         | Altura | Resultado |
| ----- | ---------------- | ----------------- | ----------------- | ----------------- | ----------------- | ----- | -------------------------------------------- | ------ | --------- |
| 1     | Ximena Capristo  | 6                 | 9                 | 6                 | 9                 | 7,5   | Mortal y medio atrás con medio giro          | 10m    | 2º        |
| 2     | Martín Buzzo     | 5,5               | 8,5               | 6,5               | 8,5               | 7,3   | Mortal atrás en plancha                      | 10m    | 4º        |
| 3     | Pichu Straneo    | 4                 | 7                 | 4,5               | 7,5               | 5,8   | Palito con salto en posición C               | 10m    | 7º        |
| 4     | Noelia Marzol    | 5,5               | 8                 | 5                 | 9                 | 6,9   | Vertical con mortal en A                     | 10m    | 5º        |
| 5     | Silvio Velo      | 5                 | 7,5               | 5                 | 9                 | 6,6   | Vertical con mortal                          | 10m    | 6º        |
| 6     | Sergio Goycochea | 6                 | 9                 | 5                 | 9,5               | 7,4   |                                              | 10m    | 3º        |
| 7     | Nazareno Móttola | 6,5               | 9,5               | 7                 | 9,5               | 8,1   | Vertical con mortal y medio y con medio giro | 10m    | 1º        |

- Mejor promedio para elegir al primer finalista:
  - Nazareno Móttola
- Porcentajes de votos del público para elegir al segundo finalista:
  - 26%: Ximena Capristo
  - 21%: Pichu Straneo
  - 20%: Sergio Goycochea
  - 19%: Noelia Marzol
  - 12%: Silvio Velo
  - 2%: Martín Buzzo
- Votos de los compañeros para elegir al tercer finalista::
  - Pichu: Silvio Velo
  - Ximena: Martín Buzzo
  - Silvio: Martín Buzzo
  - Nazareno: Martín Buzzo
  - Noelia: Martín Buzzo
  - Martín: Silvio Velo
  - Sergio: Martín Buzzo
- Porcentajes de votos del público en la Gran Final:
  - 3º Finalista: Martín Buzzo - 4,5%
  - 2ª Finalista: Ximena Capristo - 7,5%
  - Ganador: Nazareno Móttola - 88%

### Audiencias
| Fecha      | Características del Programa                              | Índice de audiencia | Resultado (IBOPE) |
| ---------- | --------------------------------------------------------- | ------------------- | ----------------- |
| 11/06/2013 | Gala 1 / Eliminadas: Pía y Silvia                         | 22.1                | Primero           |
| 18/06/2013 | Gala 2 / Eliminados: Gastón y Ezequiel                    | 16.9                | Segundo           |
| 25/06/2013 | Gala 3 / Eliminadas: Micaela y Belén                      | 15.6                | Segundo           |
| 02/07/2013 | Gala 4 / Eliminadas: Silvina y Gladys                     | 14.0                | Cuarto            |
| 09/07/2013 | Gala 5 / Octavos / Eliminados: Claudia y Federico         | 15.8                | Primero           |
| 16/07/2013 | Gala 6 / Octavos / Eliminadas: Gladys y Georgina          | 14.1                | Cuarto            |
| 23/07/2013 | Gala 7 / Octavos / Eliminados: Carolina y Ariel           | 13.0                | Cuarto            |
| 30/07/2013 | Gala 8 / Cuartos / Eliminados: Ezequiel y Leandro         | 13.0                | Cuarto            |
| 12/08/2013 | Gala 9 / Cuartos / Eliminados: Andrea y Daniel            | 13.7                | Cuarto            |
| 19/08/2013 | Gala 10 / Semifinal / Eliminada: Andrea                   | 11.7                | Cuarto            |
| 26/08/2013 | Gala 11 / Semifinal / Eliminados: Leandro y Virginia      | 11.5                | Cuarto            |
| 02/09/2013 | Gala 12 / Final / Ganador Nazareno, 2ª Ximena y 3º Martín | 12.6                | Cuarto            |

     Récord histórico de audiencia.

     Mínimo histórico de audiencia.

## Ediciones de Celebrity Splash
| Edición                 | Fecha | Ganador          | Segundo finalista | Tercer finalista |
| ----------------------- | ----- | ---------------- | ----------------- | ---------------- |
| [ 1 ] Celebrity Splash! | 2013  | Nazareno Móttola | Ximena Capristo   | Martín Buzzo     |

## Audiencia promedio por ediciones
| Edición                           | Fecha | Programas | Espectadores | Índice de audiencia promedio |
| --------------------------------- | ----- | --------- | ------------ | ---------------------------- |
| Celebrity Splash: Primera edición | 2013  | 12        | 1 403 339    | 14.5                         |